# Mario Giusti
Mario Giusti fue un actor de cine, teatro y televisión argentino.

## Carrera
Giusti fue un distinguido actor de reparto cinematográfico y maestro teatral, que incursionó notablemente en varios films de la Época de Oro del cine argentino, junto a actores de la talla de Alberto Argibay, Amalia Sánchez Ariño, Alberto Bello, Miguel Gómez Bao, Alberto de Mendoza, Golde Flami, María Santos, Ricardo Trigo y Yeya Duciel.

### Filmografía
- 1942: Adolescencia
- 1944: Mi novia es un fantasma
- 1948: Mis cinco hijos
- 1949: La cuna vacía
- 1950: El cielo en las manos
- 1950: Hombres a precio
- 1950: Madre Alegría
- 1951: La última escuadrilla
- 1952: Misión en Buenos Aires
- 1953: Por cuatro días locos
- 1954: Misión extravagante
- 1965: Los tímidos visten de gris
- 1974: Rolando Rivas, taxista
- 1986: Los superagentes contra los fantasmas
- 1989: Martín Fierro[2]

### Televisión
- 1959: Teatro del sábado
- 1960: Mejor nos reímos
- 1970: Aquel pasado malevo
- 1970: El monstruo no ha muerto
- 1970: Historias para no creer
- 1973: Pobre diabla
- 1975: Piel naranja
- 1980: Justo Suárez, el torito de Mataderos
- 1981: Las 24 horas
- 1983: Jugarse entero
- 1984: Historia de un trepador
- 1987/1988: El groncho y la dama
- 1988: La bonita pagina
- 1992: Teatro como en el teatro
- 1993: Buena pata[3]

### Teatro
En 1945 formó parte de la Compañía Dramática de Enrique de Rosas junto con figuras como Iris Marga, Ada Cornaro, Blanca Podestá, Amanda Varela, Niní Gambier, Adolfo Linvel, Alberto Barcel, Berta Ortegosa, Pablo Acciardi, Elsa Casares, Susana Dupré, Juan Bono, Inda Ledesma, Camilo Da Passano, Pascual Pellicciotta, José de Angelis, Alberto de Mendoza, entre otros.
En 1958 integró la Compañía de Comedia teatral de Orestes Caviglia, junto a importantes actores en los que encontraban Violeta Antier, Lilian Blanco, Idesma Castro, Fabiana Gavel, Hilda Suárez, Miguel Narciso Bruse, Carlos Carella, Eduardo Gualdi y Fernando Vegal.
En teatro se lució  en numerosas obras como:
- La lettera smarritta (1943)
- Tierra extraña (1945)
- Marta Ferrari (1954)[6]
- Vestir al desnudo (1959)
- La doncella prodigiosa (1961)
- Fuego en el rastrojo (1962), con Iris Marga
- Safón y los pájaros (1962)
- Relojero (1962)
- La escuela del escándalo (1962)
- Las tres hermanas (1962)
- La novia de los forasteros (1962)
- El sí de las niñas (1966)[7]

En 1987, participó  de un homenaje que le rindió el Instituto "Amigos de Aníbal Ponce" al político Leónidas Barletta, en la XIII Feria Nacional del Libro, poniendo de relieve su labor en las distintas áreas en las que, durante más de medio siglo, participó con una capacidad de lucha asombrosa.

### Otras actividades
En 1946 integra la lista de La Agrupación de Actores Democráticos, durante el gobierno de Juan Domingo Perón, y cuya junta directiva estaba integrada por Pablo Racioppi, Lydia Lamaison, Pascual Nacaratti, Alberto Barcel y Domingo Mania.
En 1955 constituyó  una cooperativa de actores de la que participaron Inda Ledesma, Félix Robles, Angélica Ferrer Jaime, José María Gutiérrez y Roberto Durán.